# تسرب النفط من محطة جية

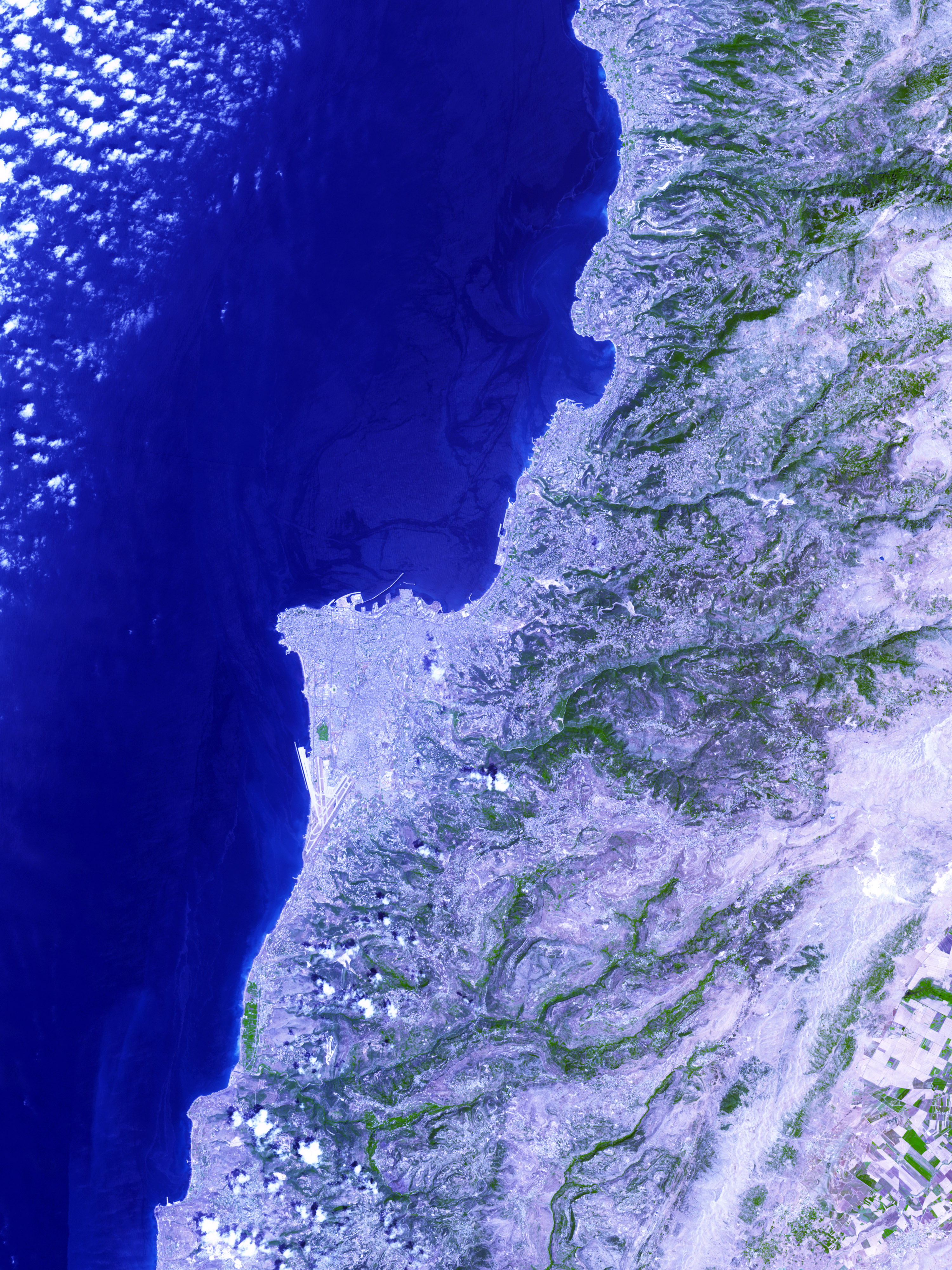
صورة ناسا للتسرب، أخذت في 10 أغسطس 2006. بقعة النفط بالأزرق الداكن.

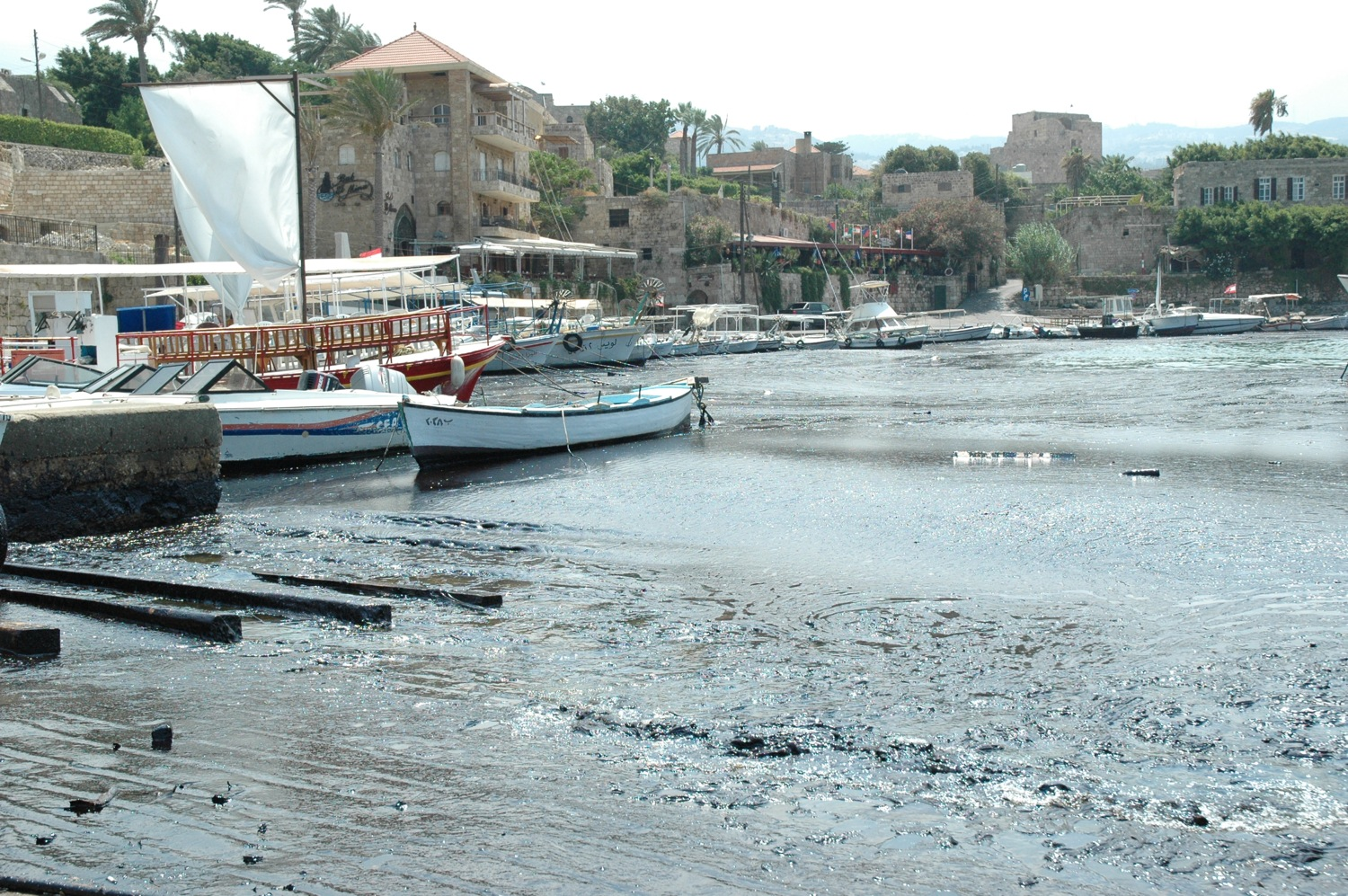
غسل المياه الملوثة بالنفط في ميناء جبيل.

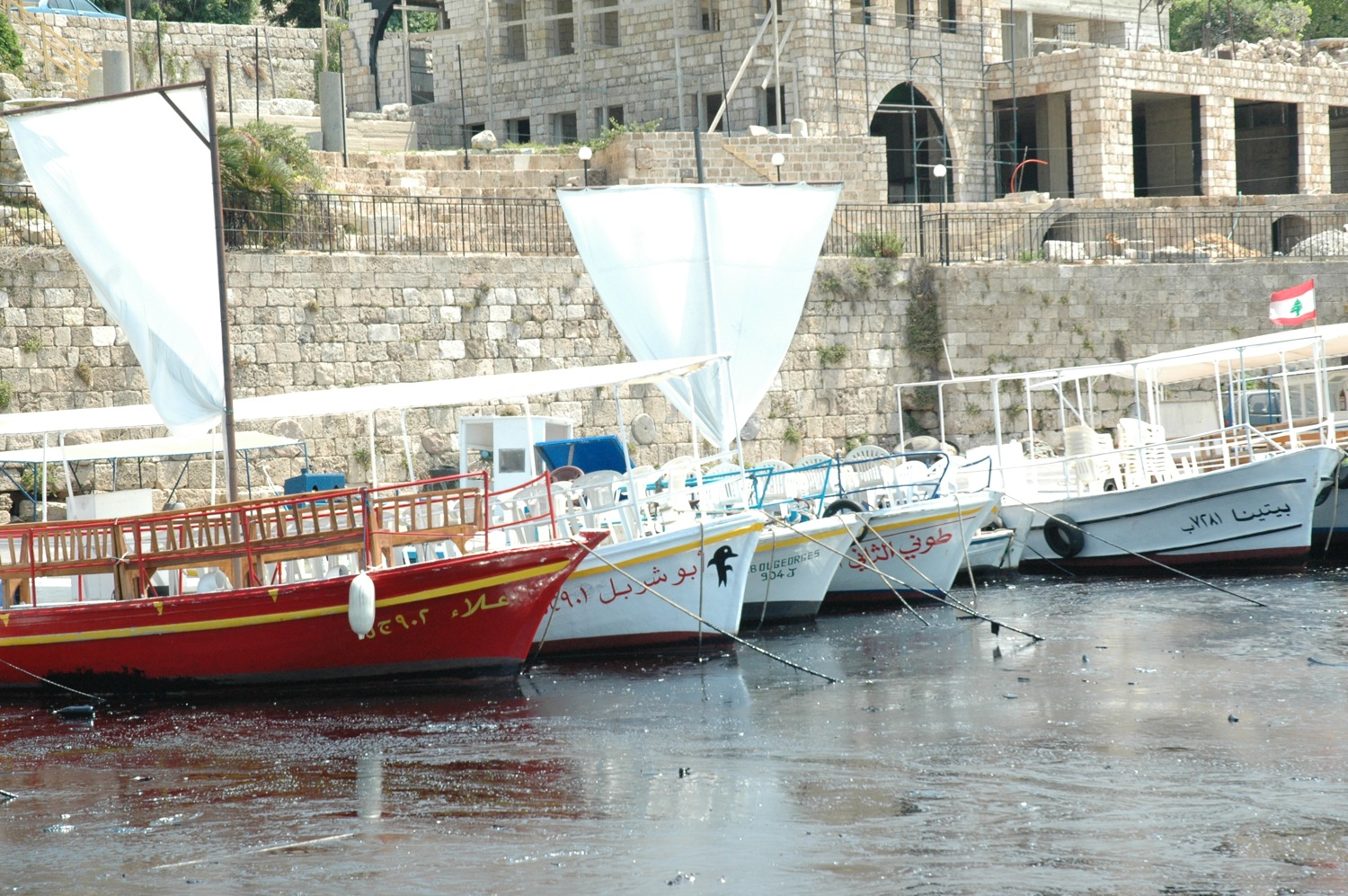
كان تسرب النفط الناجم عن تفجيرات جية في منتصف يوليو قد غطى في 29 يوليو كامل سطح الماء في ميناء جبيل على بعد نحو 60 كيلومترا شمال جية.

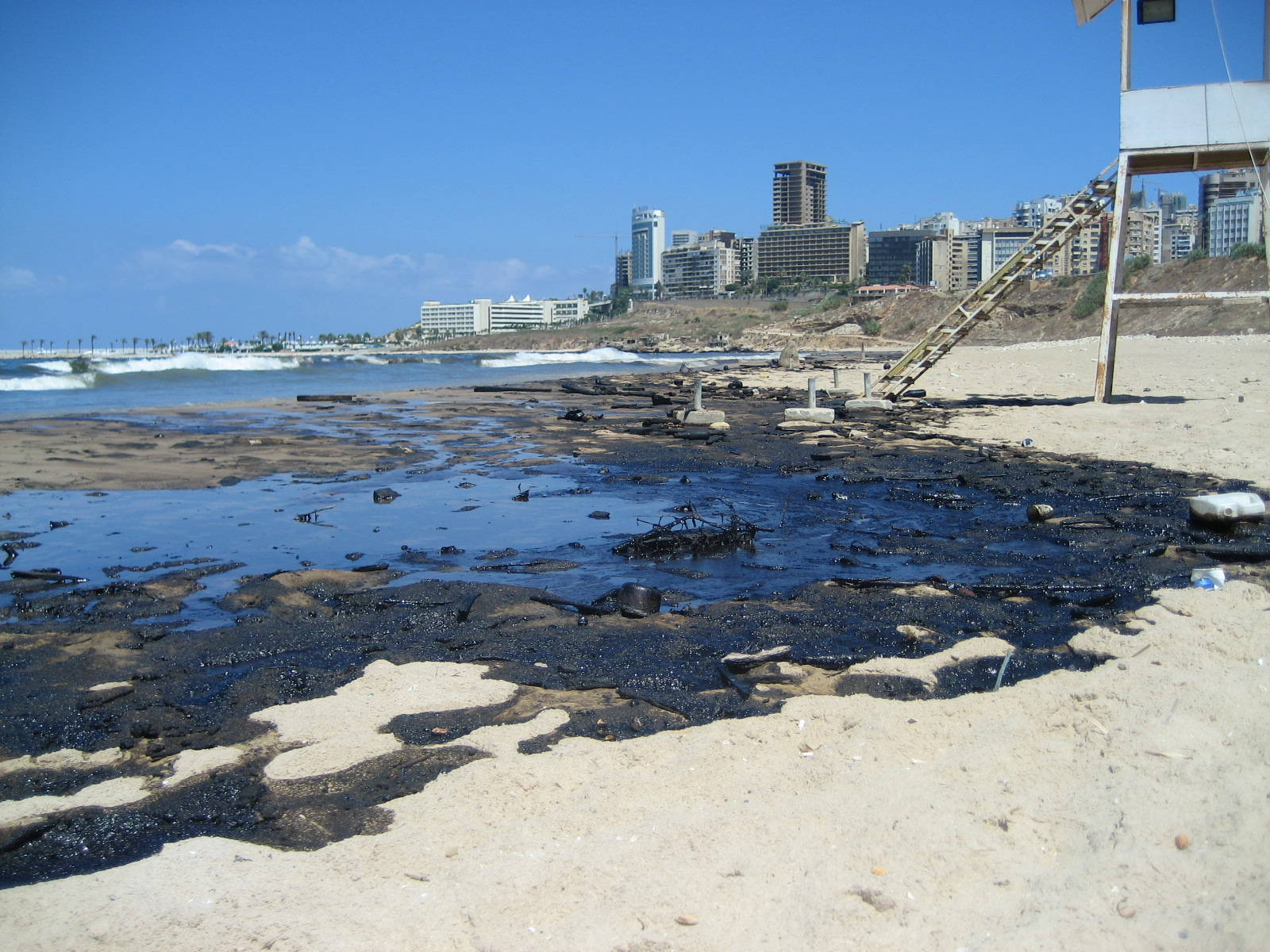
النفط من محطة توليد الكهرباء المفخخة في جية التي تلوث شواطئ بيروت.

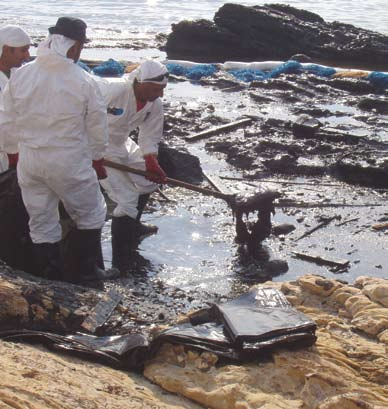
عمال تنظيف تسرب النفط في عام 2006.

تسرب النفط من محطة جية هو كارثة بيئية ناجمة عن إطلاق زيت الوقود الثقيل في شرق البحر الأبيض المتوسط بعد أن قصفت صهاريج التخزين في محطة الطاقة الحرارية في جية في لبنان على بعد 30 كيلومتر (19 ميل) جنوب بيروت من قبل القوات الجوية الإسرائيلية في 14 يوليو و 15 يوليو 2006 خلال حرب لبنان 2006. سربت الدبابات المتضررة من المصنع ما يصل إلى 30 ألف طن من النفط في شرق البحر الأبيض المتوسط وغطت البقعة النفطية العريضة التي يبلغ طولها 10 كيلومترات 170 كيلومترا من الساحل وهددت تركيا وقبرص. أسفرت هذه الكارثة عن قتل الأسماك وهددت موطن السلاحف البحرية المهددة بالانقراض ومن المحتمل أن تزيد من خطر الإصابة بمرض السرطان.
على الرغم من أن قناة الجزيرة قارنت مقياس تسرب النفط إلى تسرب النفط في أكسون فالديز فقد وجد تقييم لاحق أن حجم التسرب كان 30 ألف طن على أعلى تقدير مقارنة ب 42 ألف طن من تسرب النفط من أكسون فالديز. كان الخط الساحلي المتضرر يتراوح بين 150-170 كيلومتر في حين أن تسرب النفط من إكسون فالديز أثر على 2،100 كيلومتر من الخط الساحلي.
بحسب وزير البيئة اللبناني يعقوب الصراف ردعت الطائرات الإسرائيلية رجال الإطفاء من إطلاق النار على وحدات التخزين التي استمرت لمدة 10 أيام وأوقف الحصار الذي فرضته القوات الإسرائيلية على لبنان المسؤولين الأجانب من مسح الأضرار الناجمة عن التسرب.

## التأثير
أثر التسرب في ثلث خط الساحل اللبناني. تم تغطية الشواطئ والصخور في حمأة سوداء تصل إلى جبيل شمال بيروت وتمتد إلى الأجزاء الجنوبية من سوريا. قتلت البقعة السمك وهدد موطن السلاحف الخضراء المهددة بالانقراض.
- في 31 يوليو أعرب برنامج الأمم المتحدة للبيئة عن قلقه البالغ إزاء التلوث النفطي في المياه الساحلية اللبنانية. كانت البقعة النفطية في ذلك الوقت تغطي ثلث الخط الساحلي (10 أميال) وكان من الممكن أن تصل البقعة النهائية إلى 35 ألف طن من النفط. ذكر المركز الإقليمي للاستجابة الطارئة للتلوث البحري في البحر المتوسط الذي يقع مقره في مالطا نصح الحكومة اللبنانية بأن كمية صغيرة جدا من كرات القطران وصلت أيضا إلى الساحل السوري في الشمال. قام برنامج الأمم المتحدة للبيئة في وقت لاحق بتنقيح هذه الشواغل وذكر أن الضرر الطويل الآجل الناجم عن هذا الحادث قد تم تجنبه. في عام 2007 بعد عام واحد من التسرب نشر برنامج الأمم المتحدة للبيئة تقريرا يشير إلى أن الإجهاد البشري الذي يحدث بصورة منتظمة من مياه الصرف الصحي غير المعالجة والقوارب وغيرها من الأنشطة يشكل ضغطا أكبر على البيئة البحرية اللبنانية من تسرب النفط. أشار التقرير إلى أن التخلص من النفايات من التخزين المؤقت أثناء عملية التنظيف لم يكن سوى مسألة رئيسية متبقية.
- قال وزير البيئة اللبناني يعقوب الصراف: «حتى الآن تسرب ما بين 20 ألف إلى 30 ألف طن من زيت الوقود الثقيل إلى البحر». حتى الآن وقعت أسوأ الكوارث البيئية في المحيطات وهي المرة الأولى التي يحدث فيها تسرب نفطي خارج البحر المفتوح مضيفا بأنه لا يمكن أن يكون لدينا أي أوهام. إذا لم يتم القيام بأي شيء فلن يقتصر الأمر على التيارات المتدفقة نحو الشمال يعني أن ثلث الخط الساحلي في لبنان يضرب ولكن أيضا قبرص وسوريا وتركيا واليونان وحتى إسرائيل وإن النظام البيئي للحيوان والبحر الأبيض المتوسط سيتعرضان للمعاناة السيئة والأنواع المحددة المهددة بالانقراض ولقد ناشدت بريطانيا وإيطاليا وإسبانيا والولايات المتحدة وجميع الدول التي عانت بالفعل من البقع النفطية لطلب المساعدة التقنية لأننا لا نستطيع أن نعمل من تلقاء نفسها.

## رد الفعل الدولي
- الكويت: أرسلوا 40 طنا من المواد لتثبيط الزيت والمنتجات النفطية.
- إسرائيل: تأخر تقييم الأضرار وعمليات التنظيف بأربعة أسابيع في حين استمرت إسرائيل في حملة القصف.

### الأمم المتحدة
أصدرت الجمعية العامة للأمم المتحدة قرارا بأغلبية 170 صوتا مقابل 6 أصوات (أستراليا وكندا وإسرائيل وجزر مارشال وبالاو والولايات المتحدة ضد التصويت) تدعو إسرائيل إلى تحمل مسؤولية التعويض عن تكاليف إصلاح الضرر البيئي واستعادة البيئة البحرية.
في اللجنة الثانية للأمم المتحدة التي نوقش فيها مشروع القرار أوضحت الولايات المتحدة معارضتها من حيث طبيعتها من جانب واحد وغير مناسب بينما رأت كندا أن الجمعية العامة ليست المحفل المناسب معالجة مسائل المسؤولية القانونية أو التعويض عن تكلفة إصلاح الضرر البيئي. اعترضت إسرائيل على حذف أي ذكر للسبب الكامل للنزاع أي أن إرهابيي حزب الله عبروا الحدود المعترف بها دوليا إلى إسرائيل واختطفوا وقتلوا الجنود الإسرائيليين فضلا عن عدم الاهتمام بالنصف و 52 ألف شجرة من الغابات التي أحرقت في إسرائيل نتيجة للحرائق التي سببتها صواريخ حزب الله و 25 مبنى إسرائيليا للأسمنت والأسبستوس تضررت وتلوث مساحة قدرها 20000 متر مربع من صواريخ كاتيوشا على مصنع لتسمين الحمأة في تزفات.
تقدر الأمم المتحدة تكلفة التسرب النفطي من حيث الإضرار بالاقتصاد اللبناني وعمليات التنظيف ب 203 ملايين دولار. رفضت إسرائيل الرد على أي طلب للتعويض.
في أعقاب ذلك تم إعادة توجيه المناقشة والتصويت بشكل دقيق في ديسمبر 2007 مع أستراليا وكندا وجزر مارشال وناورو وبالاو والولايات المتحدة تخرج مرة أخرى من قرار الجمعية العامة الذي يطلب من إسرائيل تحمل المسؤولية. في دفاعها قال سفير إسرائيل أن عدم ذكر الكوارث البيئية في إسرائيل (نصف مليون شجرة اشتعلت فيها النيران) وكذا سبب الحرب (حزب الله الذي عبر الحدود الجنوبية للبنان لاختطاف جنود إسرائيليين) أثبت أن القرار كان عملا من أعمال التشهير السياسي.

## التوعية الإعلامية
فيلم وثائقي من قبل هادي زاكاك بعنوان تسرب النفط في لبنان حصل على الجائزة الأولى في مهرجان الأفلام الأوروبية والمتوسطية عن البحار.

## جهود التنظيف
تعمل وزارة البيئة اللبنانية بمساعدة العديد من البلدان المانحة والمنظمات غير الهادفة للربح على جهود التنظيف. يشمل ذلك المسائل القانونية مثل التعويض الذي يجري تناوله من خلال الجمعية العامة للأمم المتحدة. ما زالت حكومة إسرائيل حتى يومنا هذا لا تعوض حكومة لبنان عن الأضرار التي لحقت بها. لم يتم الرد على طلبات التعويض من الأمم المتحدة إلى حكومة إسرائيل. الهدف من المشروع بأكمله هو إدارة الكارثة البيئية عن طريق الحصول على الأموال اللازمة لاستكمال عملية التنظيف. بلغ مجموع المبلغ الذي جمعته البلدان والمنظمات المانحة 2919400 دولار. تم تمويل أعمال التنظيف من قبل اليابان من خلال برنامج الأمم المتحدة الإنمائي والنرويج من خلال هيئة الإغاثة العليا في لبنان. النفقات بين عامي 2006 و 2007 حيث تقدر بنحو 1835583 دولار. اشتملت جهود التنظيف على رصيف الصيادين الدالية وثلاثة مواقع بين جدرا ورأس السعديات وثلاثة مواقع بين جية وبيروت. أجريت مسوحات للسواحل من الجنوب إلى لبنان الشمالي بالتنسيق مع مسوحات الشواطئ المغمورة بالمياه. تم إجراء مسح شامل للسواحل عن التسرب النفطي الكارثي في مدينة صور الجنوبية إلى الحدود الشمالية للبنان وتم الاضطلاع به بين شهري نوفمبر وديسمبر 2008 بتمويل من وكالة التنمية الدولية التابعة للحكومة الكندية من خلال برنامج الأمم المتحدة الإنمائي بالتنسيق مع وزارة البيئة اللبنانية وتحت إشرافها الفني. كانت النتائج النهائية وبانتظار طويل نشرتها الأمم المتحدة في سبتمبر 2009. سرعان ما تم وضع أنشطة تنظيف صغيرة ونهائية في حوالي 12 موقعا على طول الساحل اللبناني بطول إجمالي يبلغ حوالي 7،5 كيلومترات وتلعبها وتراقبها وزارة البيئة في حكومة لبنان.
كما تم وضع مشروع لإدارة النفايات من أجل جمع ونقل المواد الملوثة من الشاطئ إلى مواقع التخزين المؤقتة. نشر أحدث تقرير للأمم المتحدة في 7 أغسطس 2009. هذا هو التقرير النهائي الذي أصدرته الجمعية العامة للأمم المتحدة. قررت الجمعية العامة إنشاء صندوق استئماني لاستعادة التسرب النفطي في شرق البحر الأبيض المتوسط استنادا إلى مساهمات البلدان والمنظمات المانحة لتقديم المساعدة والدعم إلى الدول المتضررة بشكل مباشر وسلب في إدارتها لبحر بحري سليم بيئيا ولحياة برية من أجل التخلص الآمن من النفايات الزيتية الموجودة على الشاطئ من جراء هذه الكارثة البيئية الناجمة عن تدمير خزانات النفط في محطة جية للطاقة الكهربائية في لبنان.

## وصلات خارجية
- دي إل آر صور الأقمار الصناعية للتسرب.
- برنامج الأمم المتحدة للبيئة التقييم البيئي بعد انتهاء الحرب
- تسرب جية النفطي نسخة محفوظة 6 يناير 2017 على موقع واي باك مشين.
- وزارة البيئة اللبنانية الموقع الرسمي للتسرب النفطي